# Linková vrstva
Linková vrstva, spojová vrstva nebo vrstva datového spoje (anglicky data link layer) je druhá nejnižší vrstva v referenčním modelu ISO/OSI.
Zajišťuje komunikaci mezi dvěma nebo více uzly propojenými tímtéž datovým spojem, který může být dvoubodový (např. sériová linka) nebo mnohabodový (lokální sítě, např. Ethernet); specifickým uspořádáním je point-to-multipoint, při kterém jedna řídicí stanice komunikuje s větším počtem stanic podřízených.
Linková vrstva poskytuje služby s různými vlastnostmi:
- spolehlivou nebo nespolehlivou komunikaci
- spojovanou nebo nespojovanou

Linková vrstva vytváří z informací od vyšší vrstvy rámce, které opatřuje fyzickou adresou (MAC adresou) a předává fyzické vrstvě pro jejich odeslání. U přijatých rámců kontroluje adresu a kontrolní součet. Rámce, které nejsou určeny aktuálnímu uzlu a chybné rámce zahazuje, případně zajišťuje jejich opakovaný přenos. Seřazuje přijaté rámce, a zajišťuje jejich demultiplexování podle linkového přístupového bodu služby nebo uvedeného protokolu vyšší vrstvy. Linková vrstva se může starat o nastavení parametrů přenosu linky.
Na linkové vrstvě pracují mosty (bridge) a přepínače (switch).
Linkové vrstvy se také týká
- Lineární uspořádání Point-to-point, multipoint nebo point-to-multipoint
- Topologie fyzické sítě, například síť zapojená jako kruh, sběrnice, hvězda nebo obecný graf
- Simplexní spojení, poloviční duplex nebo plný duplex
- Autonegotiation

## Terminologie
Správný český terminus technicus pro druhou nejnižší vrstvu referenčního modelu ISO/OSI je spojová vrstva, případně vrstva datového spoje. Název linková vrstva by spíše odpovídal anglickému termínu link layer používanému v modelu TCP/IP pro všechny vrstvy pod internetový protokol. Zaměňování obou názvů však nepřináší žádné praktické potíže.

## Podvrstva Media Access Control
MAC je nižší, hardwarově závislá podvrstva linkové vrstvy.
MAC zajišťuje
- fyzické adresování,
- řízení přístupu k médiu

### Adresování
Při komunikaci na dvoubodových spojích nejsou žádné adresy potřebné; příkladem protokolu linkové vrstvy, který nepoužívá adresy je protokol MTP-2.
Protokol SDLC navržený pro spoje typu point-to-multipoint, kde se komunikace vždy uskutečňuje mezi řídicí stanicí a jednou z podřízených stanic, používá pouze jednu adresu - adresu podřízené stanice. Stejně je tomu i u dalších protokolů z SDLC odvozených, jako je HDLC, ADCCP, LAPM, LAPD.
V lokálních sítích obsahují rámce adresu odesilatele a adresu příjemce.

### Metody přístupu k médiu
- deterministické – lze určit maximální časový interval, ve kterém se pracovní stanice dostane k médiu
  - Token passing (předávání peška) – může se ztratit pešek nebo se chybně objeví další, proto je zde Monitor, který předávání sleduje a řídí. Monitor je zvolen dohodou stanic (např. vypne-li se aktivní). Implementace je složitá (software).
  - Polling (řízený přístup) – řídící počítač určuje, která stanice bude vysílat. Musí být spolehlivý řídící počítač.
- stochastické (contention = soupeření) – nelze zaručit časový interval, takže stanice musí čekat
  - CSMA/CD (Carrier Sense Multiple Access/Collision Detection) – stanice, která chce vyslat datový rámec, naslouchá na síti a když žádná stanice nevysílá, začne vysílat. Zahájí-li vysílání v témže okamžiku i jiná stanice, dojde ke kolizi. Při detekci kolize stanice vyšle kolizní signál (JAM PATTERN). Ostatní stanice po obdržení kolizního signálu obdržený rámec stornují. Vysílající stanice se odmlčí na náhodnou dobu (aby nedošlo k další kolizi). Aby kolizi zaznamenala všechna zařízení na lince, je stanovena minimální délka rámce. Pro klasický Ethernet je minimální délka rámce 64 bitů (k tomu je potřeba započítat 7 bitů preambule a 1 synchronizační bit). Protože rychlost šíření signálu je konečná, požadavek, aby kolizi zaznamenala všechna zařízení na lince, omezuje fyzické rozměry linky (tzv. kolizní doména; příkladem je část sítě typu Ethernet, která je propojena pouze repeatery). Tyto kolize jsou normální funkční záležitostí této přístupové metody. Při velkém počtu stanic jejich četnost stoupá, takže průchodnost linky se zmenšuje. Pokud dojde ke kolizi později než po minimální délce rámce, jedná se o tak zvanou pozdní kolizi (late collision), která buď znamená, že velikost kolizní domény překračuje povolenou mez, nebo že některé zařízení nedodržuje linkovou disciplínu, nebo je to příznakem elektrického problému v síti (například odraz vlivem chybějícího terminátoru). Častější pozdní kolize obvykle zcela znemožní síťový provoz.
  - CSMA/CA (Carrier Sense Multiple Access/Collision Avoidance) – když je volno, oznámí vysílání, nedojde ke kolizi dat, ale ke kolizi vysílací sekvence. Pomalá metoda.

## Podvrstva Logical Link Control
LLC je vyšší, hardwarově nezávislá podvrstva linkové vrstvy.
LLC zajišťuje
- multiplexování protokolů předávaných MAC vrstvě (při vysílání) a demultiplexování (při příjmu)
- řízení toku
- zabezpečení proti chybám

### Řízení toku dat
Pomocí tzv. zpětné vazby s automatickým opakováním ARQ (Automatic Repeat-reQuest) metodami:
- Jednotlivé potvrzování (Stop&Wait)
- Kontinuální potvrzování s návratem (Go-Back-N)
- Kontinuální potvrzování se selektivním opakováním (Selective Repeat)

více na následujících stránkách http://www.earchiv.cz/a92/a219c110.php3

### Detekce a korekce chyb
Realizace např. pomocí:
- kontrolní součet (CRC)
- Hammingovy kódy
- parita (jednoduchá lichá/sudá, křížová, ...)

## Protokoly
- SDLC - Synchronous Data Link Control
- HDLC – High-Level Data Link Control
- LAPB – Link Access Procedure Balanced
- MTP, MTP-2 – Message Transfer Part, Message Transfer Part 2
- Ethernet
- ODI – Open Data-Link Interface
- NDIS – Network Driver Interface Specification
- SANA II

## Zařízení
- NIC – Network Interface Card, síťová karta
- bridge - mosty
- switch - přepínače